# Лаврик Віра Іванівна
Лаврик Віра Іванівна (нар. 15 червня 1952, с. Коровинці, Недригайлівського району, Сумської області, УРСР, СРСР) — Голова Сумської обласної ради (2014—2015).

## Навчання
В 1969 році вступила до Харківського політехнічного інституту імені В. І. Леніна, який закінчила за спеціальністю — «технологія неорганічних речовин».
В 1996 році без відриву від виробництва закінчила Національну академію управління в м. Київ («фінанси і кредит»).

## Трудова діяльність
В 1976 році почала працювати майстром зміни цеху ВАТ «Сумихімпром». На рідному підприємстві пройшла всі щаблі кар'єри — до в. о. генерального директора в 2010 році.
Брала активну участь у профспілковій та громадській діяльності, тривалий час працювала головою профкому ВАТ «Сумихімпром».
У 1996 р. стала фінансовим менеджером підприємства, була заступником голови правління підприємства, а у 2010 році виконувала обов'язки генерального директора «Хімпрому».
В 2010—2015 рр. очолювала Сумську міжрайонну виконавчу дирекцію відділення Фонду соціального страхування у Сумській області.

## Керівництво областю
З 15 січня 2014 по грудень 2015 рр. працювала заступником Голови Сумської обласної ради. Після призначення Миколи Клочка Головою Сумської обласної державної адміністрації, В. Лаврик з 26 грудня 2014 р. по 4 грудня 2015 р. виконувала обов'язки Голови Сумської обласної ради.
З січня 2016 р. працює директором Виконавчої дирекції Сумського відділення Фонду соціального страхування з тимчасової втрати працездатності.

## Партійна та депутатська діяльність
Тричі в 2002, 2006 та 2010 рр. обиралась депутатом Сумської міської ради.
25 жовтня 2015 року обрана депутатом Сумської обласної ради від політичної партії "Блок Петра Порошенка «Солідарність»
Була членом політичної партії "Блок Петра Порошенка «Солідарність». У 2020 році обиралася до Сумської обласної ради, як позапартійна.
Працювала помічником народних депутатів:
- Лапін Євген Васильович — Блок «За єдину Україну!», 4 скликання
- Мордовець Леонід Михайлович — Соціалістична партія України, 5 скликання[4].

На місцевих виборах 2020 року була обрана депутатом за списком політичної партії «Слуга народу». На засіданні фракції «Слуга Народу» у Сумській обласній раді 26 липня 2022 року обрали її головою фракцію. До цього, у 2020—2022 роках Віра Лаврик була заступницею голови фракції — Микити Бані.

## Нагороди та віжзнаки
- Орден «Княгині Ольги» III ступеня (2015)[8].
- Орден «Свята Анна» IV ступеня за високі досягнення та заслуги перед українським народом.
- Заслужений працівник промисловості України[9].